# 24 км (Хабаровский край)
24 км — посёлок в Хабаровском районе Хабаровского края. Входит в состав Корфовского городского поселения.

## География
Посёлок 24 километр расположен на автотрассе «Уссури».
Расстояние до административного центра городского поселения посёлка Корфовский около 3 км (на юг по трассе «Уссури»).
Расстояние до Хабаровска (у поста ГИБДД «14-й километр») около 12 км (на север по трассе «Уссури», через Сосновку).

## Население
| 2002 | 2010 | 2011 | 2012 | 2021 |
| ---- | ---- | ---- | ---- | ---- |
| 59   | ↗78  | →78  | ↗81  | ↘29  |

## Улицы
В посёлке имеются две улицы: Владивостокское шоссе и Лесная.

## Экономика
Жители занимаются сельским хозяйством.

## Инфраструктура
- В окрестностях посёлка, на склонах хребта Хехцир, расположена горнолыжная база «Спартак»[6].
- В окрестностях посёлка находятся садоводческие общества хабаровчан.